# 拉瓦卡縣 (德克薩斯州)
拉瓦卡縣（英語：Lavaca County）位美國德克薩斯州中部偏東南的一個縣。面積2,513平方公里。根据美國2000年人口普查，共有人口19,120人。縣治哈利茨維爾（Hallettsville）。
成立於1846年4月6日，縣政府成立於1852年。縣名來自拉瓦卡河（西班牙語「牛」的意思，指的是當地的美洲野牛）。